# Сырдяны
Сырдяны (удм. Сыръян) — деревня в Увинском районе Удмуртии, входит в Удугучинское сельское поселение. Находится в 34 км к северо-востоку от посёлка Ува и в 59 км к северо-западу от Ижевска. Население — 55 человек (2008)

## Население
| 2010 | 2012 |
| ---- | ---- |
| 50   | ↘44  |